# Корнейчук, Александр Евдокимович
Алекса́ндр Евдоки́мович Корнейчу́к (укр. Олександр Євдокимович Корнійчук; 12 [25] мая 1905, Христиновка, Киевская губерния — 14 мая 1972, Киев) — украинский советский писатель и политический деятель, драматург, журналист. Академик АН СССР (1943), доктор филологических наук (1943). Герой Социалистического Труда (1967), лауреат пяти Сталинских премий (1941, 1942, 1943, 1949, 1951) и Международной Ленинской премии «За укрепление мира между народами» (1960).

## Биография
Родился в семье железнодорожного мастера Евдокима Корнейчука, мать - Мелания Федосеевна Стецюк. Когда в 1917 году начались революционные события, наблюдал за молниеносной сменой властей, станция Христиновка множество раз переходила из рук в руки. В 1919 потерял отца. В 1920—1923 годах работал на железной дороге: ремонтировал вагоны, простукивал железнодорожное полотно.
В 1923 году поступил на рабфак. В 1924—1929 годах учился в Киевском институте народного образования.
В 1929—1933 годах был сценаристом Киевской и Одесской кинофабрик. В 1933—1941 годах был редактором и сценаристом треста «Украинфильм». В 1934 году на Первом съезде советских писателей А. Е. Корнейчук был избран членом правления СП СССР. В 1934—1941 годах и в 1946—1953 годах был председателем Правления СП УССР.
Член ВКП(б) с 1940 года.
В годы войны служил в Красной армии политработником политуправления Юго-Западного фронта, главным редактором фронтовой газеты «За Советскую Украину», корреспондентом центральных газет и партизанских изданий.

### Путь к признанию
В студенческие годы дебютировал как писатель — очерк о Ленине «Он был велик» (1925). В дальнейшем посвятил себя в основном драматургии. С самого начала своего творческого пути Корнейчук выступал непримиримым противником национал-коммунистического направления в литературе, которое возглавлял Микола Хвильовий.
Первая пьеса «На грани» (1929) посвящёна разработке темы места художника в советском обществе. Пьесы 1929—1933 годов остро выступают против «национализма» во всех его проявлениях. Они ещё не достаточно совершенны в художественном отношении, слишком публицистичны, хотя в них уже начинает проявляться характерное для драматурга соединение патетики и народного юмора (комедия «Фиолетовая щука», 1932).

### Литературное творчество 1930-х годов
Первое значительное произведение Корнейчука — драма «Гибель эскадры» (1933) — революционный романтический опус о большевиках-черноморцах, которые топят свои корабли, чтобы они не достались немцам. Посвящена событиям 1918 года. В 1933 году на Всесоюзном конкурсе пьеса А. Корнейчука была отмечена второй премией (первая премия не была присуждена никому). Поставленная многими театрами в разных городах, пьеса произвела большое впечатление на украинское руководство, в особенности на П. П. Постышева, который стал продвигать «украинского самородка».
В пьесе «Платон Кречет» (1934) драматург создал образ нового советского интеллигента-гуманиста, неутомимого искателя правды.
В 1937 году в пьесе «Правда» Корнейчук первым из украинских драматургов вывел на сцену В. И. Ленина. Н. С. Хрущёв и Л. М. Каганович рекомендовали И. В. Сталину молодого писателя, и в 1938 году состоялась личная встреча в Кремле. Писатель понравился Сталину, и для его произведений была открыта «зелёная улица» — они были переведены на все языки народов СССР, прежде всего — на русский, и ставились во всех советских театрах.
В 1938 году Корнейчук написал пятиактную историческую драму «Богдан Хмельницкий», посвящённую освободительной борьбе украинского народа в XVII веке и воссоединению Украины с Россией. Корнейчук показал, что в условиях существования классовых противоречий в Украине и самодержавного строя в России требования истории могли быть осуществлены в ту эпоху в далеко не полной форме.
Будучи активным сторонником коллективизации, А. Е. Корнейчук написал пьесу в поддержку колхозного движения «В степях Украины» (1941). Здесь впервые в совершенстве он применил комедийные, а порою даже фарсовые средства для достижения идеологического эффекта и борьбы против пережитков старой психологии, за новую социалистическую колхозную деревню. Благодаря своему острому юмору, пьеса пользовалась большим успехом у зрителей. И. В. Сталин писал А. Е. Корнейчуку: «Товарищ Корнейчук! Прочитал вашу пьесу „В степях Украины“. Хохотал от души. И. Сталин». Тему колхозной комедии Корнейчук продолжил в пьесах «Приезжайте в Звонковое» (1946), «Калиновая роща», «Над Днепром» (1960).

### Литературное творчество военного периода
В годы Великой Отечественной войны Корнейчук находился в действующей армии в качестве политработника, корреспондента центральных газет. Широкую известность получила его пьеса «Фронт» (1942), написанная по личному указанию и с правкой Сталина, где подвергались критике старые генералы — герои Гражданской войны, не умевшие воевать в новых условиях. В ответ на возмущение генералов Сталин сказал: «Воюйте лучше, тогда не будет таких пьес». Писатель передал Сталинскую премию, полученную им за пьесу «Фронт», в Фонд обороны.
По утверждению А. Ваксберга на радио «Эхо Москвы» (в 2009 году) и Г. Бахтарова в «Записках актёра» (2002 год) пьеса, переделанная в издевательский памфлет над Красной армией, была якобы поставлена В. А. Блюменталь-Тамариным в оккупированном немцами Киеве под названием «Вот так они воюют». Однако, киевские газеты времён оккупации, где публиковался подробный театральный репертуар, не содержат информации ни о данной постановке, ни даже о пребывании Блюменталь-Тамарина в Киеве[значимость факта?].

### Поздний период творчества
В 1951 году Корнейчук вместе со своей тогдашней женой-писательницей В. Л. Василевской написал либретто для оперы К. Ф. Данькевича «Богдан Хмельницкий» по мотивам своей же пьесы. Совершенно неожиданно опера подверглась разгромной критике со стороны Сталина за недостаточность показа борьбы народа против польских угнетателей и украинско-российской дружбы. Им пришлось дописать несколько новых сцен. Опера в новой редакции была представлена в 1953 году.
В послевоенные годы писал пьесы о современности: «Макар Дубрава» (1948), «Почему улыбались звёзды» (1957) и другие. Острая полемика возникла вокруг пьесы «Крылья» (1954), в которой выведен остро сатирический образ партийного руководителя. Н. С. Хрущёв, посмотрев пьесу, заявил: «Как же мы можем Корнейчуку запретить „Крылья“? Царь ведь разрешил Гоголю „Ревизора“!».
Поздние пьесы Корнейчука «Страница дневника» (1964), «Память сердца» (1969) — попытка психологического анализа духовного мира людей военного и послевоенного периода, поиски ими своего места в быстро меняющемся мире.
В архиве литературы и искусства в Киеве хранится неопубликованная статья-протест С. Е. Голованивского, в котором он сообщает о том, что Корнейчук систематически заимствует сюжет Голованивского для своих пьес:
- из пьесы «Дальнее эхо» (1959) — для пьесы «Страница дневника» (1964), меняя лишь национальность и вид связи (у Голованивского в сюжете оккупант немец, а советский человек является дедом главной героини, а у Корнейчука оккупант — итальянец, а советский человек — муж несчастной жены);
- из пьесы «Тень прошлого дня» (1966), которая является продолжением пьесы «Дальнее эхо», — для пьесы «Память сердца» (1969), меняя лишь пол ребенка (у Голованиского в сюжете дочь, а у Корнейчука сын).

### Семья
Отец — Евдоким Митрофанович Корнейчук; мать — Мелания Федосеевна Стецюк.
Сестра Евгения (1912—2005) была замужем за украинским прозаиком Натаном Рыбаком.
Младший брат — Иосиф Корнейчук (1908—1958), полковник НКВД.
Первая жена — Шарлотта Моисеевна Варшавер (1904—1999) — режиссёр Театра имени И. Франко, тётка писателя Юрия Щеглова.
Вторая жена — Ванда Василевская — писательница польского происхождения (с 1940)..
Третья жена — Марина Захаренко-Корнейчук (1921—2016; в браке с Корнейчуком с 1964) — актриса Театра имени И. Франко, ранее — жена театрального режиссёра Владимира Бортко, мать режиссёра, депутата Госдумы РФ В. В. Бортко.

### Политическая деятельность
Активно занимался политической и общественной деятельностью. С 1940 года член Центрального комитета ЛКСМУ. С 23 мая 1943 года по 2 февраля 1944 года был заместителем наркома иностранных дел СССР.
Председатель Комитета по делам искусств УССР с 1945 года.
В феврале 1944 года, когда был воссоздан Народный комиссариат иностранных дел Украинской ССР, Корнейчука назначили наркомом. Деятельность его на этом посту вошла в противоречие с планами И. В. Сталина. А. Е. Корнейчук всерьёз воспринял вхождение Украины в ООН, начал разрабатывать планы самостоятельного подписания Украиной мирных договоров после окончания войны — и в июле того же года был отправлен в отставку.
В 1949—1972 годах член ЦК КПУ, в 1952—1972 годах член ЦК КПСС.
Депутат ВС СССР и ВС УССР 1—8 созывов (1937—1972). В 1953—1954 заместитель Председателя СМ УССР. В 1947—1953 и 1959—1972 председатель ВС УССР.
Участник Всемирных Конгрессов защитников мира. В 1959—1972 член Президиума Всемирного совета мира. Был знаком с П. Пикассо, П. Нерудой, Ж. Амаду.

## Пьесы
- «На грани» (1928[13], 1929[14] или 1930[15])
- «Каменный остров» (1930)
- «Штурм» (1930)
- «Фиолетовая щука» (1932)
- «Гибель эскадры» (1933)
- «Платон Кречет» (1934)
- «Банкир» (1936)
- «Правда» (1937)
- «Богдан Хмельницкий» (1938)
- «В степях Украины» (1941) — экранизация в 1952 году
- «Партизаны в степях Украины» (1942)
- «Фронт» (1942)
- «Миссия мистера Перкинса в страну большевиков» (1944)
- «Приезжайте в Звонковое» (1946)
- «Макар Дубрава» (1948)
- «Калиновая Роща» (1950)
- «Крылья» (1954)
- «Почему улыбались звёзды» (1957)
- «Над Днепром» (1960)
- «Страница дневника» (1964)
- «Расплата» (1965)
- «Мои друзья» (1967)
- «Память сердца» (1969), спектакль Театра имени Е. Вахтангова (1970)[16]

## Произведения для музыкального театра
- Опера «Гибель эскадры» (1967, композитор В. С. Губаренко).
- Опера «Богдан Хмельницкий» (1951, вторая редакция 1953, композитор К. Ф. Данькевич)

## Фильмография
- 1941 — Богдан Хмельницкий
- 1942 — Партизаны в степях Украины
- 1943 — Фронт
- 1952 — В степях Украины
- 1953 — Калиновая роща
- 1956 — Крылья
- 1956 — Триста лет тому…
- 1957 — Правда
- 1960 — Макар Дубрава
- 1966 — Гибель эскадры
- 1967 — А теперь суди…
- 1974 — Память сердца

## Награды и премии
- Сталинская премия первой степени (1941) — за пьесы «Платон Кречет» (1934) и «Богдан Хмельницкий» (1939)
- Сталинская премия первой степени (1942) — за пьесу «В степях Украины» (1941)[17]
- Сталинская премия первой степени (1943) — за пьесу «Фронт» (1942)[18]
- Сталинская премия второй степени (1949) — за пьесу «Макар Дубрава» (1948)[19]
- Сталинская премия третьей степени (1951) — за пьесу «Калиновая роща» (1950)
- Международная Ленинская премия «За укрепление мира между народами» (1960)[20]
- Государственная премия УССР имени Т. Г. Шевченко (1971) — за пьесу «Память сердца» (1969)[источник не указан 383 дня]
- Герой Социалистического Труда (1967)[источник не указан 383 дня]
- шесть орденов Ленина (31.01.1939; 23.01.1948; 24.05.1955; 24.11.1960; 24.05.1965; 23.02.1967)[источник не указан 383 дня]
- орден Октябрьской Революции (02.07.1971)[источник не указан 383 дня]
- орден Красного Знамени (13 сентября 1943)[21]
- орден Красной Звезды (1 октября1944)[3]
- медаль «Партизану Отечественной войны» 1-й степени (14 ноября 1944)[3]
- медали СССР[источник не указан 383 дня]

## Посмертная критика
В годы перестройки и после провозглашения независимости Украины был подвергнут острой критике как приспешник коммунистического режима. Все наименования в его честь были отменены. Художественная ценность его творческого наследия была подвергнута серьёзному сомнению. Произведения А. Е. Корнейчука были изъяты из школьной программы и преданы забвению.
Однако 1 июня 2005 года Национальный банк Украины выпустил в обращение памятную монету, посвящённую 100-летию со дня рождения Корнейчука.

## Память
В Коломые в 1945—1957 годах нынешняя улица Биберовичев называлась именем Корнейчука.
В городе Нежине (Черниговская область) была названа улица в честь А. Корнейчука (с 2016 — улица Пантелеймона Кулиша).
В 1979 году часть улицы Федьковича во Львове переименована в честь А. Корнейчука (ныне улица Полищука).
В Москве память о Корнейчуке хранит улица, названная в 1976 году его именем. 4 сентября 2011 года прошли торжественные мероприятия, посвящённые 35-летию улицы Корнейчука.
В родном городе Христиновке его именем названа одна из улиц и Христиновская специализированная школа № 1.
На могиле в 1973 году установлено мраморное надгробие (скульптор А. П. Скобликов, архитектор А. Ф. Игнащенко), а на фасаде дома № 10 по ул. К. Либкнехта (ныне Шелковичная), где писатель жил в 1957—1972 гг., открыта мемориальная доска (бронзовый барельеф) тех же авторов.
В 1975 году в села Плюты под Киевом открыт Дом-музей А. Е. Корнейчука. На территории Музея в 1980 году установлен бюст писателя. В 1973—1993 годах в честь А. Е. Корнейчука назывался проспект в Киеве (ныне — Оболонский). В 1980—1993 — станция метро «Проспект Корнейчука» (ныне — «Оболонь»).
Имя А. Е. Корнейчука носил Киевский национальный университет культуры и искусств.

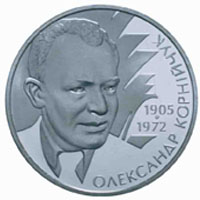
Монета Национального банка Украины
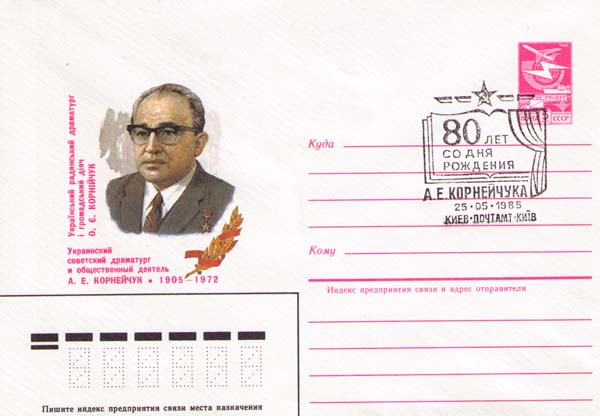
Почтовый конверт с юбилейным гашением «80 лет со дня рождения А. Е. Корнейчука»
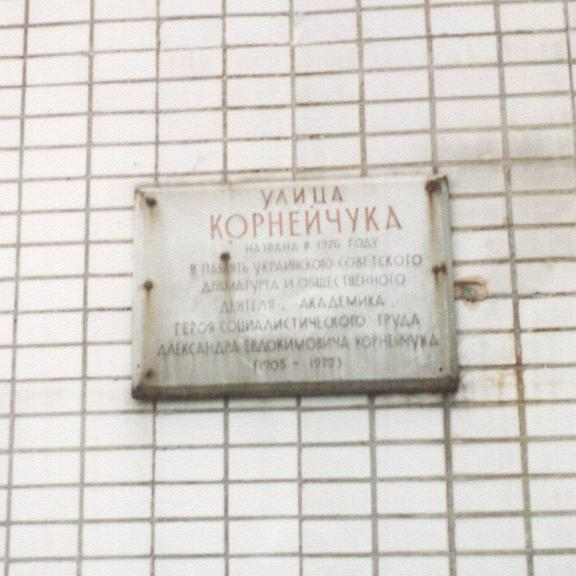
Мемориальная доска на доме № 32 улицы Корнейчука в Москве
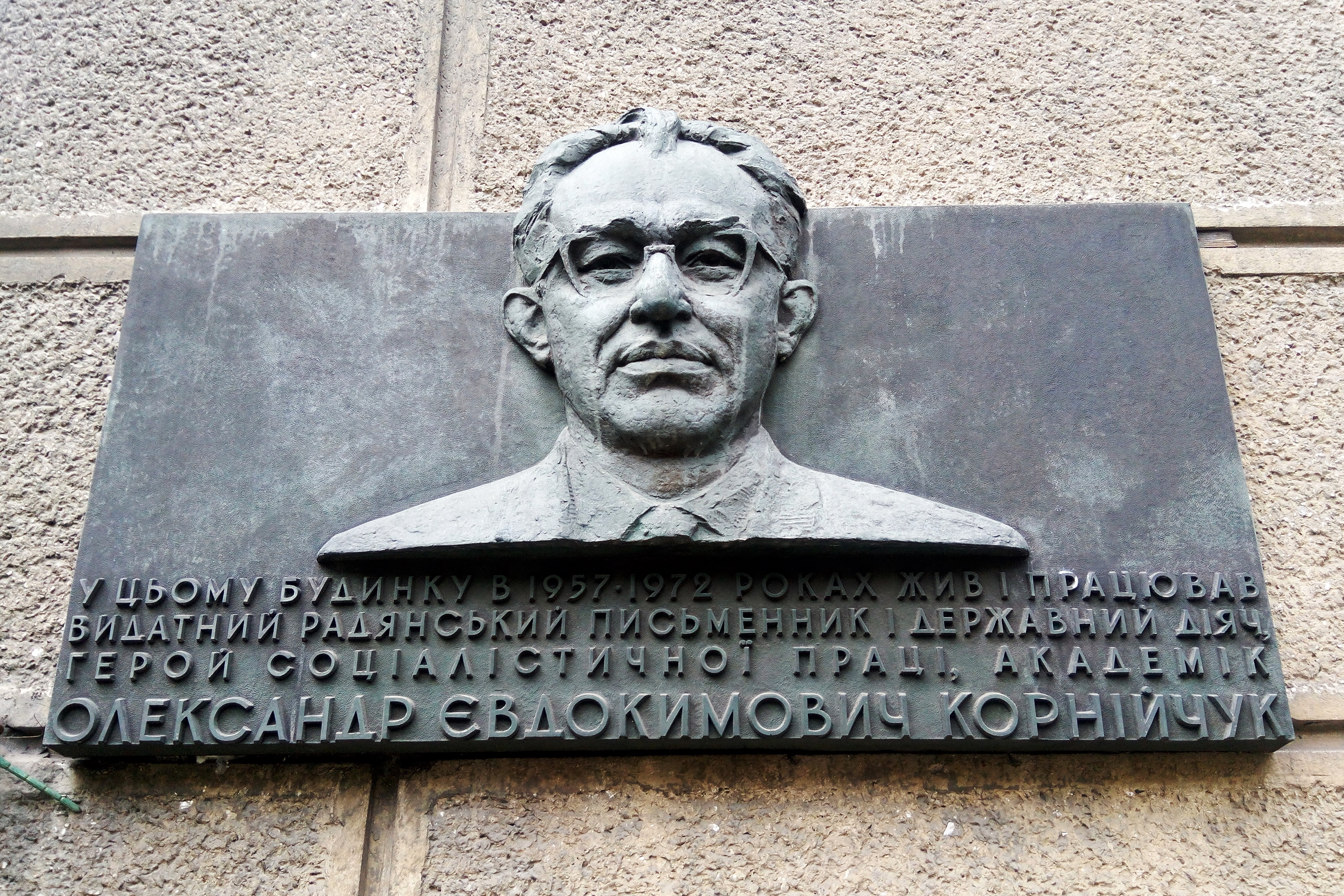
Мемориальная доска А. Корнейчуку на улице Шелковичной, 10 в Киеве